# Biologie comparée

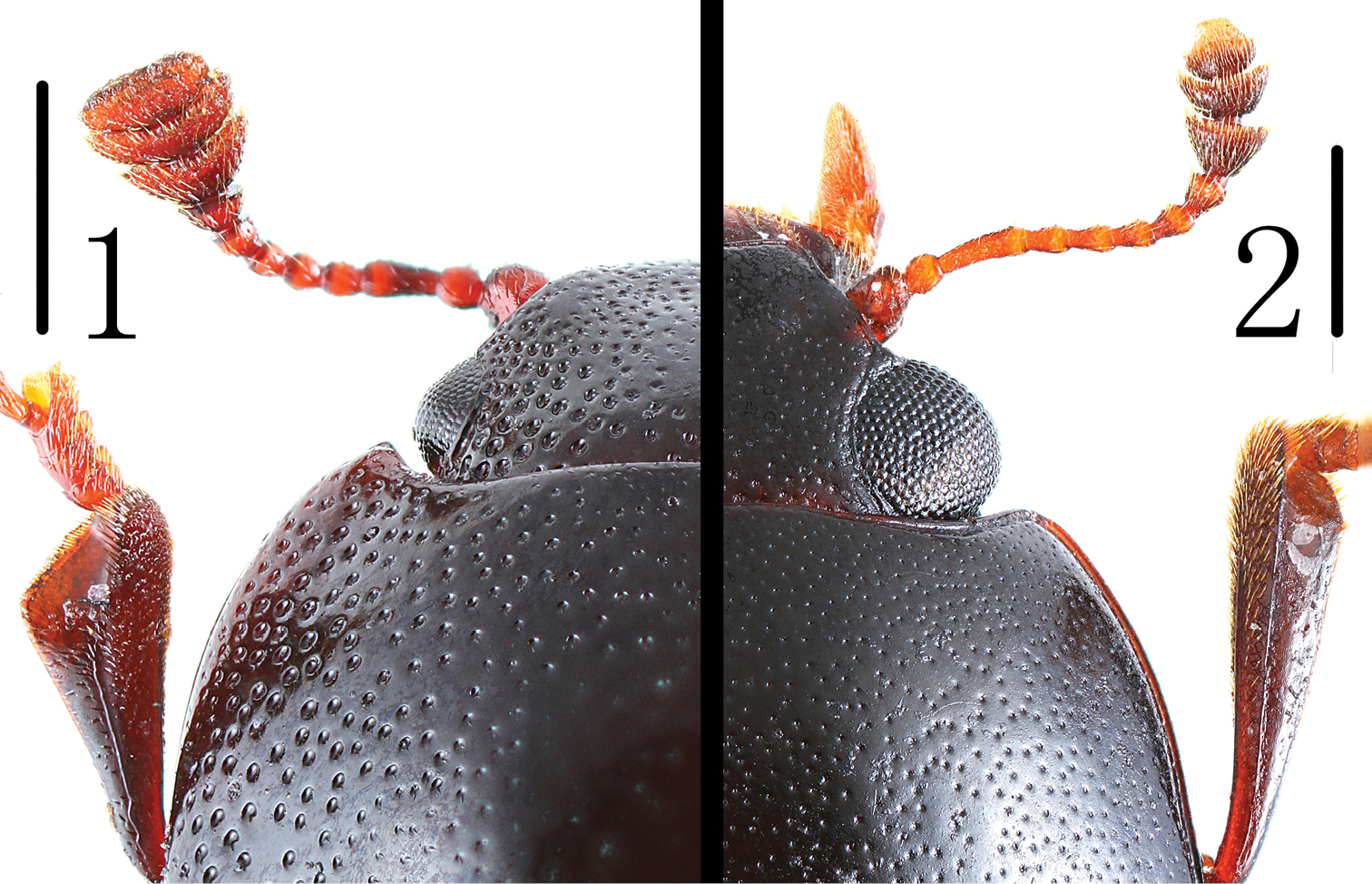
Comparaison des têtes de Scelidopetalon biwenxuani (1) et Amblyopus vittatus (2) en vue dorsale.

La biologie comparative (ou biologie comparée) est une approche multidisciplinaire visant à comprendre la diversité des organismes (biodiversité). Elle étudie la variation naturelle et la disparité des morphologies (diversité morpho-anatomique des plans d'organisation anatomique, des organes, réseaux et squelettes et des formes corporelles, et en particulier les systèmes neuro-sensoriel, respiratoire, circulatoire, excréteur et reproducteur) ainsi que de certains mécanismes biologiques sous-jacents. Elle le fait à tous les stades (œufs, embryon, larves…). Elle a par exemple mis en évidence l'importance basique des plans d’organisation de base pour l'évolution radiative d'une dizaine de grands embranchements de métazoaires.

## Objectifs
Les « biologistes comparatifs » tentent de comprendre la diversité et la complexité de la vie à tous les niveaux (gènes, anatomie, comportement et fonctions des organismes au sein des écosystèmes).
Il s'agit de mieux comprendre la biodiversité et notamment, à la lumière des progrès de la phylogénie  d'élucider l'histoire phylogénétique des taxons, au regard notamment des contraintes et des pressions sélectives exercées par l'environnement et la concurrence intraspécifique et interspécifique.
Les données issues de cette disciplines complètent la connaissance du Vivant dans sa complexité, mais fournit également des bases scientifiques utiles pour la protection de la biodiversité, le pilier environnemental d'un développement soutenable. 

## Champ d'action
La biologie comparative englobe la biologie évolutive, la systématique, la néontologie, la paléontologie, l'éthologie, l'anthropologie et la biogéographie, ainsi que les approches historiques de la biologie du développement, la génomique, la physiologie, l'écologie et bien d'autres domaines des sciences naturelles.
Une partie de la biologie tend à se concentrer sur des sous-ensembles de taxons ou d'organismes modèles ; La biologie comparative est au contraire une approche large, multilignage visant à mieux comprendre l'histoire phylogénétique et les interactions entre les individus ou taxons dits « supérieurs ».
L'approche comparative a aussi des applications dans les domaines de la génétique et de la santé humaine et vétérinaire, ainsi qu'en biologie de la conservation ou dans les domaines de l'agriculture, l'élevage, la sylviculture, la connaissance et protection de la nature, etc.

## Outils
Ce sont ceux de la biologie mais de plus en plus associés à l'informatique (bioinformatique).
Les relations biologiques comparées sont généralement traduites et présentés sur un arbre phylogénétique ou cladogramme.